# Horní Kněžeklady
Horní Kněžeklady, dříve také Horní Knížeklady, jsou obec v okrese České Budějovice, necelých 6 km jihovýchodně od Týna nad Vltavou. Žije zde 111 obyvatel.

## Místní části
Obec se skládá ze tří částí, které všechny leží v katastrálním území Štipoklasy.
- Dolní Kněžeklady
- Horní Kněžeklady
- Štipoklasy

## Historie
První písemná zmínka o Kněžekladech (Knyezie clada) pochází z roku 1318. První složka názvu (kněz) odkazuje na držitele vsi, pražské biskupství, druhá část (kláda) je snad narážkou na nějaký nápadný či památný strom v těchto místech. Již k roku 1396 je doloženo rozlišování obou sousedních vsí přívlastkem Dolní a Horní (in Kniezekladie inferiori / Superiori); v novější době místní obyvatelé užívají jednoslovných označení Dolejška a Horejška.

## Pamětihodnosti
- Kaple z přelomu 18. a 19. století, kulturní památka, renovace proběhla v roce 1916
- Dvě mohylová pohřebiště, kulturní památky[6][7]
- Pomník Jana Husa z let 1915 až 1921 [8]

## Galerie

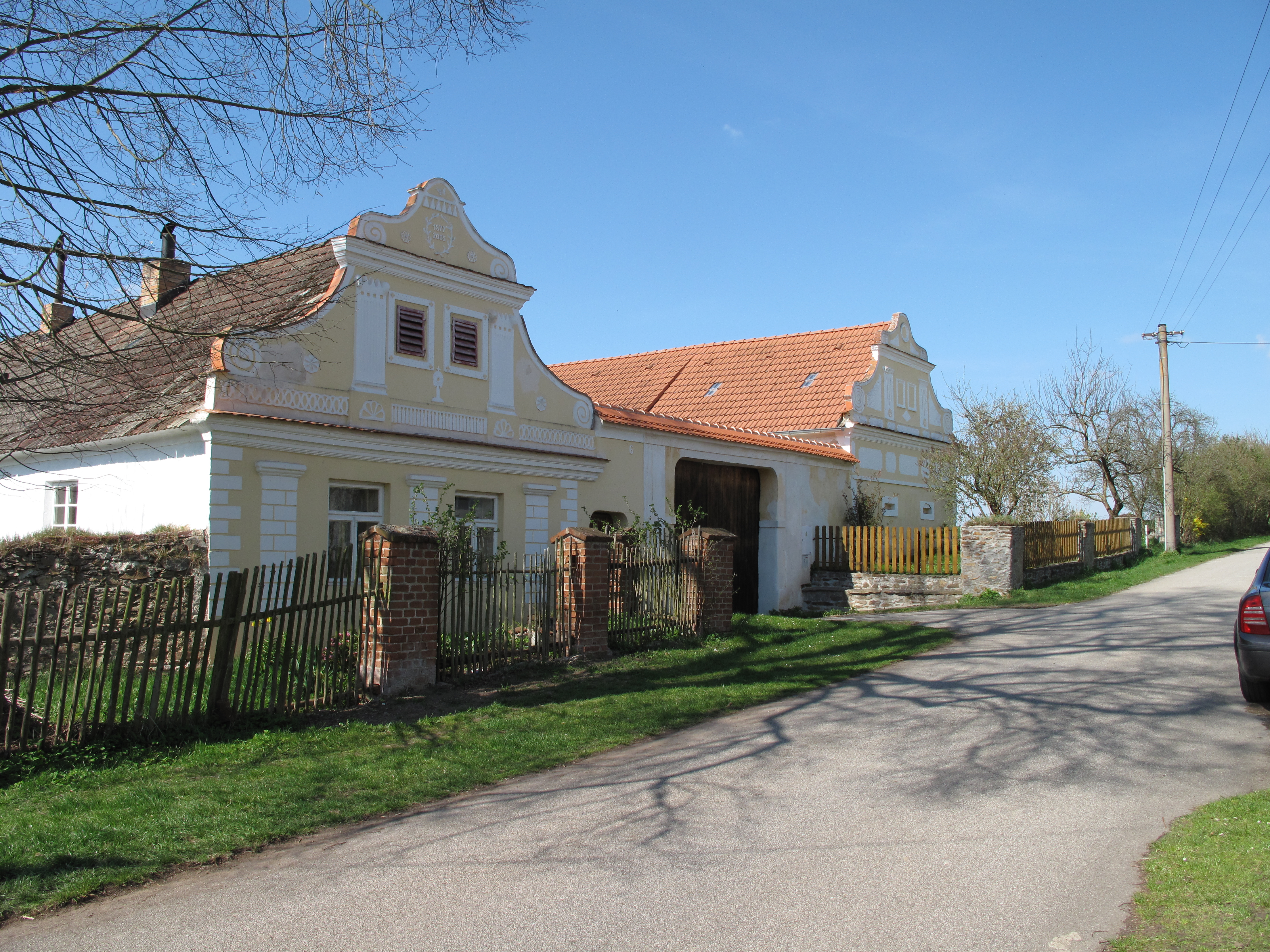
Statek
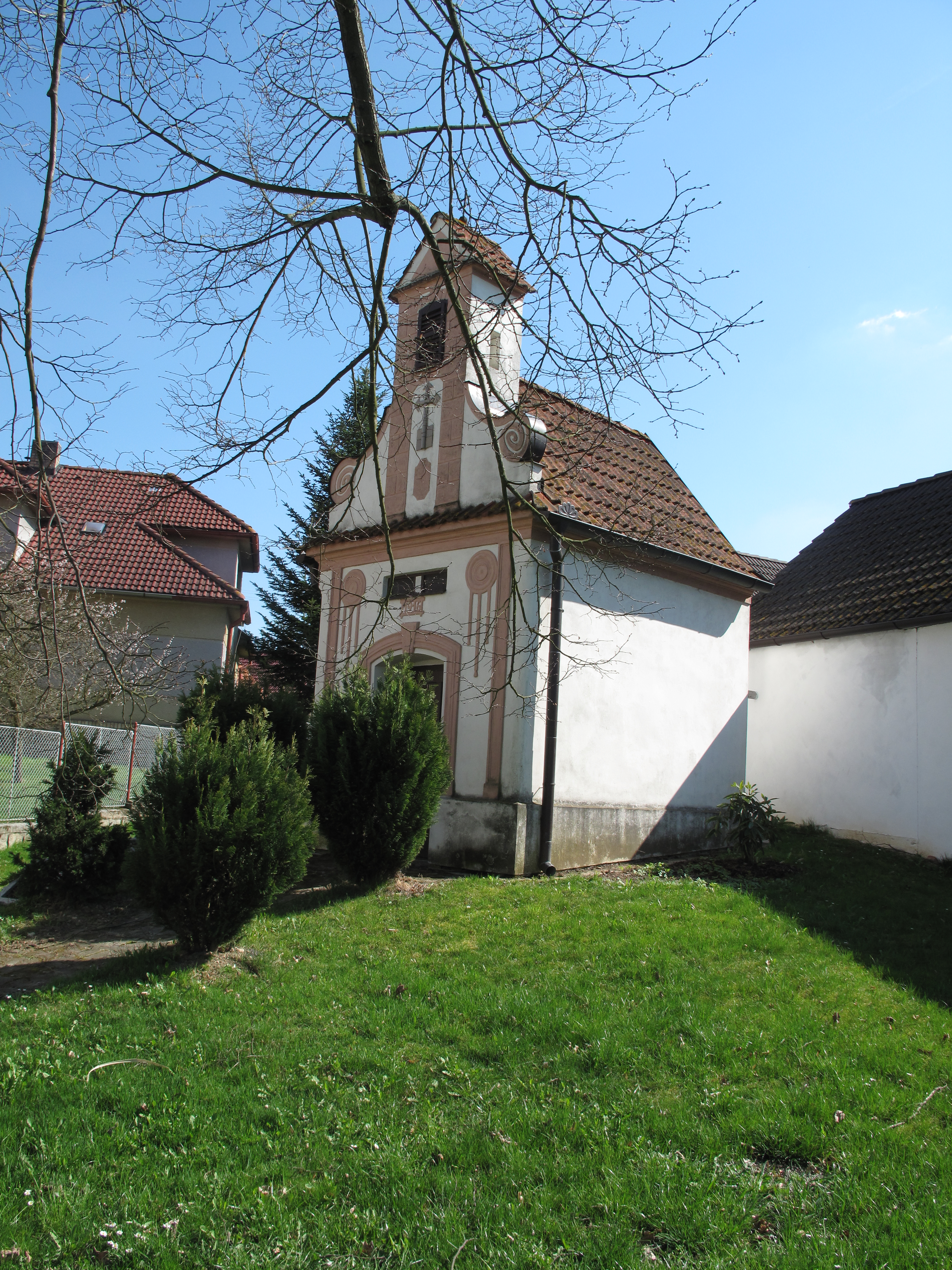
Kaple
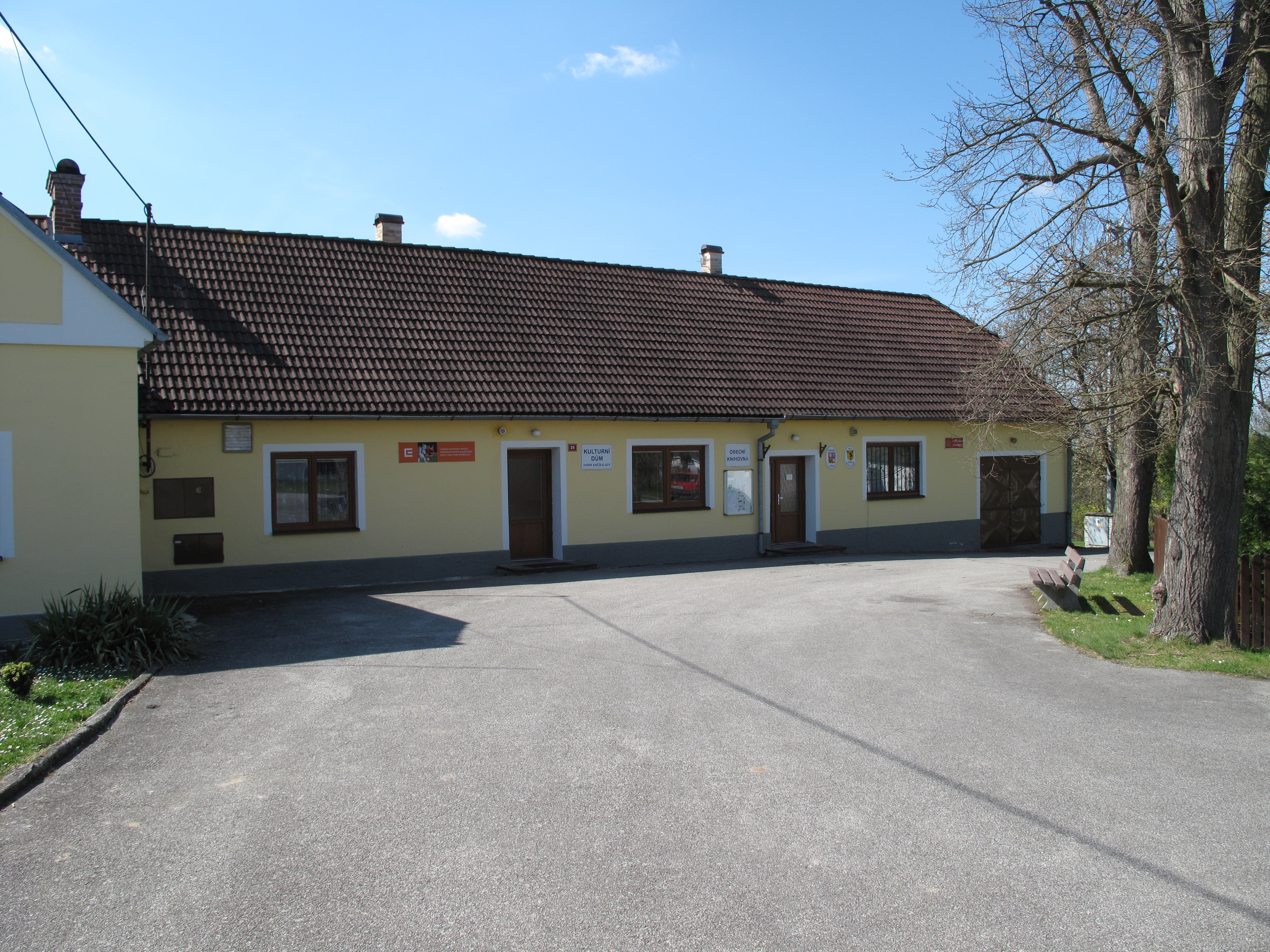
Obecní úřad
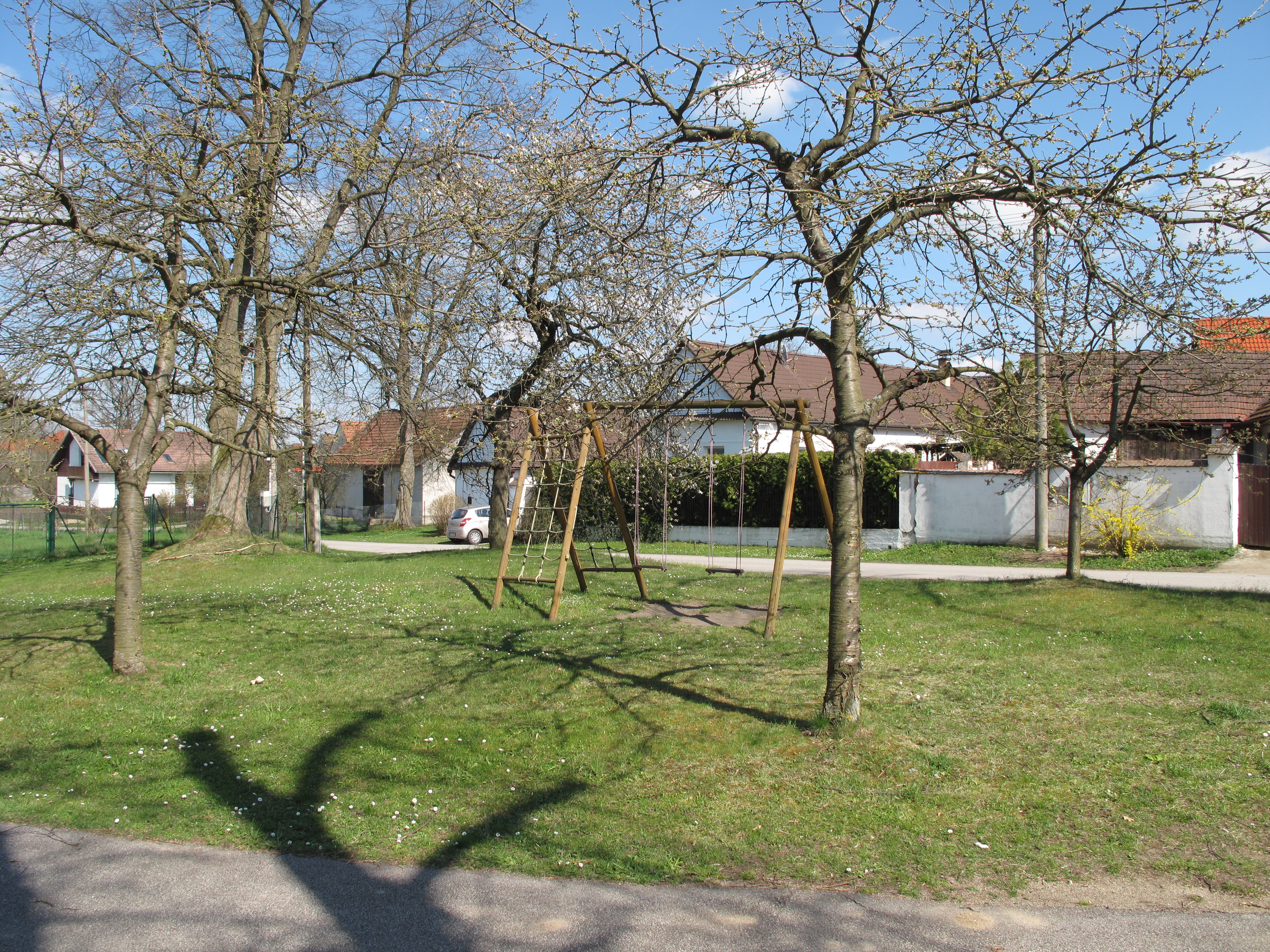
Dětské hřiště